# Фомичово (Уфимський район)
Фомичо́во (рос. Фомичёво, башк. Фомичев) — присілок (в минулому селище) у складі Уфимського району Башкортостану, Росія. Входить до складу Булгаковської сільської ради.
Населення — 234 особи (2010; 211 в 2002).
Національний склад:
- росіяни — 58 %